# Bătălia de la Livorno
Bătălia de la Livorno (Leghorn în limba engleză) din 4/14 martie 1653 a fost o importantă bătălie din Marea Mediterană în timpul Primului Război Anglo-Neerlandez, în care flota neerlandeză sub comanda comandorului Johan van Galen a obținut o victorie importantă asupra escadrei engleze a căpitanului Henry Appleton. Ulterior o flotă engleză sub căpitanul Richard Badiley, la care Appleton a încercat în zadar să ajungă, s-a apropiat, dar fiind depășită numeric, a fugit.

## Context
În 1652 guvernul Comunității Engleze și-a împărțit flota în apele metropolitane, Marea Baltică și Marea Mediterană, crezând în mod greșit că neerlandezii au fost învinși în Bătălia de la Kentish Knock. Această fracturare a forțelor a dus la înfrângerea din Bătălia de la Dungeness în decembrie 1652, iar la începutul anului 1653 situația din Marea Mediterană a devenit și ea critică. După victoria neerlandeză de la Monte Cristo, escadra de 6 nave (2 de război, 4 comerciale) a lui Appleton era prinsă în capcană la Livorno de blocada unei flote neerlandeză de 16 nave, în timp ce Badiley cu 8 nave (4 de război, 4 comerciale, 1 navă incendiară) se afla la Elba. Englezii nu au obținut nici o întărire din Anglia, deși acestea au fost trimise încă de la sfârșitul anului.
La începutul lunii noiembrie 1652 Badiley a primit de la Londra numirea sa în funcția de comandant al forțelor navale engleze din Marea Mediterană. Badiley a traversat de pe Elba pe continent și s-a îndreptat pe uscat spre Livorno pentru a i se alătura lui Appleton. La Livorno Badiley a închiriat 2 nave comerciale pe care le-a înarmat și a făcut demersuri pentru a angaja alte nave în Veneția. Badiley a susținut planul lui Cox de a recaptura nava Phoenix de la neerlandezi.
Deși reușită, capturarea navei Phoenix într-un port neutru l-a înfuriat pe Marele Duce de Toscana și a înrăutățit relațiile deja tensionate ale acestuia cu Badiley. La începutul anului 1653 Marele Duce, crezând că după victoria de la Dungeness neerlandezii vor fi victorioși pretutideni și dorind astfel să își îmbunătățească relațiile cu ei, i-a spus lui Badiley că englezii nu mai erau bine veniți la Livorno și i-a acordat timp până la 18 martie să își scoată navele din port. Anticipând atacul asupra escadrei engleze în timp ce ar fi părăsit Livorno, Johan van Galen a adunat 8 nave de război și 8 nave comerciale înarmate pentru a îl aștepta, lăsându-l astfel pe Badiley liber să părăsească Porto Longone. Badiley a profitat imediat de ocazie și a ieșit în larg.

## Preludiul
Inițial Badiley a vrut ca Appleton să iasă pe mare în timpul nopții, pentru a-și îmbunătăți șansele de a scăpa de neerlandezi. Dar Appleton nu s-a conformat.
Singura speranță a englezilor era să își unească forțele. Badiley a adunat toate navele disponibile și a ridicat ancora spre Livorno pentru a îl ajuta pe Appleton să evadeze. Badiley și Appleton aveau un plan prestabilit pentru a ataca escadra lui Van Galen. Dacă vântul ar fi suflat spre uscat când Badiley ar fi ajuns la Livorno, atunci Appleton trebuia să îi atace imediat pe neerlandezi. Imediat ce Appleton ar fi intrat în contact cu neerlandezii, Badiley ar fi folosit vântul pentru a ataca și a străpunge formația neerlandeză pentru a ajunge la Appleton. În caz contrar, dacă vântul ar fi suflat spre mare, Appleton ar fi trebuit să aștepte până Badiley ar fi angajat lupta, apoi să se folosească de vânt pentru a se alătura bătăliei.

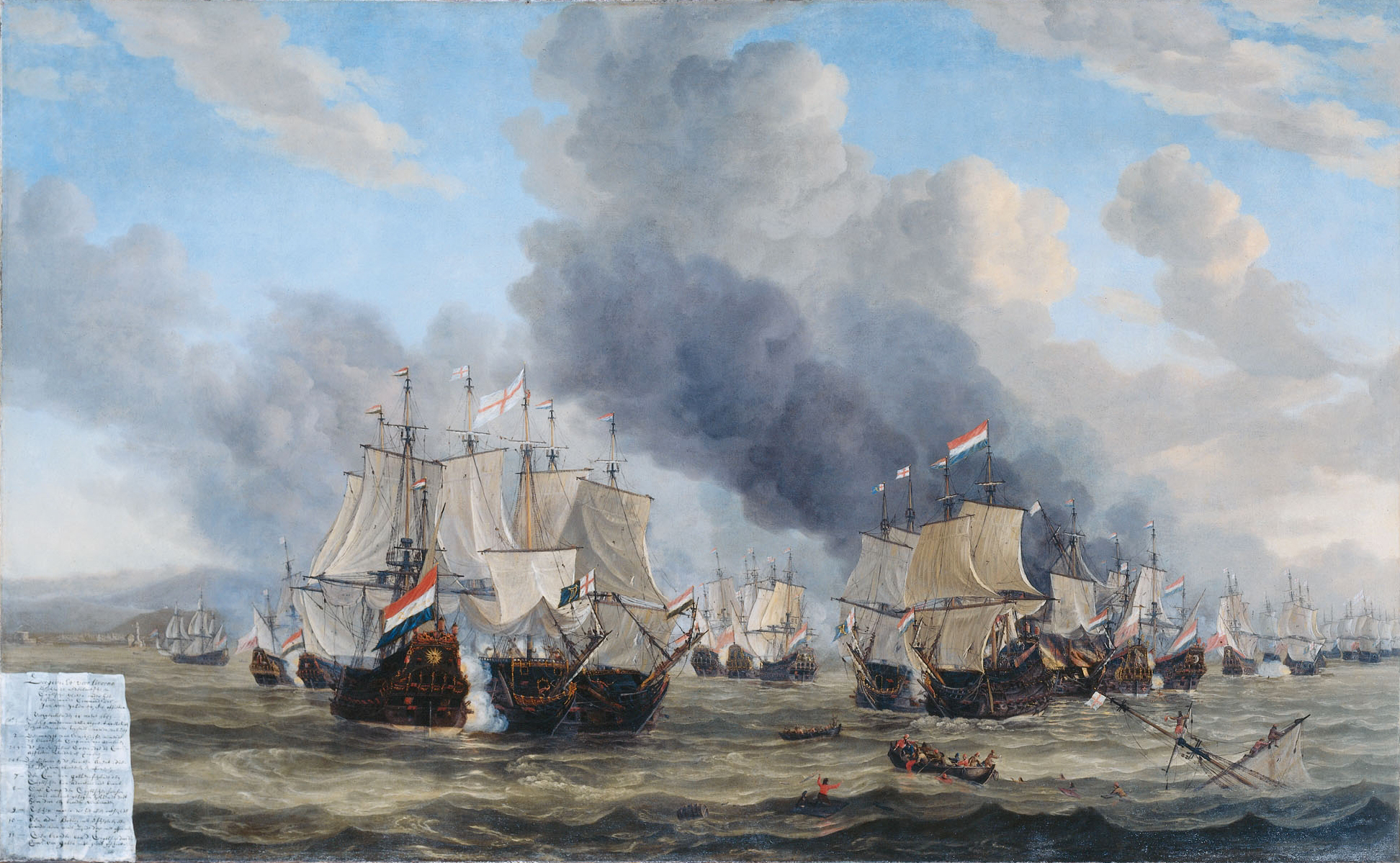
Bătălia de la Livorno, 1653 tablou de Reinier Nooms.

## Desfășurarea bătăliei
Când navele lui Badiley au ajuns în fața Livorno-ului la 14 martie, vântul sufla dinspre uscat. Van Galen a ridicat velele imediat și s-a îndreptat spre Badiley, manevră care aparent l-a determinat pe Appleton să greșească plecarea sa și să iasă din port prea devreme. Când navele lui Appleton au ieșit afară din port și coborau cu vântul din pupa, neerlandezii au virat și s-au îndreptat spre ele, Badiley încă aflându-se la câteva mile mai departe sub vânt. Devreme în timpul bătăliei nava din fruntea formației lui Appleton, Bonaventure (40 tunuri), a primit o lovitură norocoasă de pe nava amiral a lui Van Galen, Vereenigde Provincien (40 tunuri), care a străpuns magazia cu muniții și a provocat o explozie masivă. Doar 5 oameni au supraviețuit din întreg echipajul. În același timp o lovitură de pe Bonaventure, a doua care a nimerit nava amiral neerlandeză,  l-a lovit pe Van Galen și i-a zdrobit piciorul drept. Amiralul a ținut ascunsă rana pentru o vreme, până când căpitanul său a observat-o și l-a obligat să se îngrijească sub punte. I-a fost pe loc amputat piciorul până la genunchi. Van Galen a băut încă un pahar cu vin și s-a ridicat pentru a continua să conducă bătălia. Această rană îi va aduce moartea peste 9 zile.
Depășite numeric 3 la 1, cele 5 nave engleze rămase au luptat cu încăpățânare împotriva acestor sorți, dar au fost treptat copleșite. Leopard (48 tunuri), nava amiral a lui Appleton, s-a luptat cu Zon (40 tunuri) și Julius Caesar (28 tunuri) cărora le-a provocat pierderi grele. Sampson (40 tunuri) a fost angajată și învinsă de Cornelis Tromp pe Maan (40 tunuri) însă o navă incendiară neerlandeză a abordat-o pe bordul liber și i-a dat foc. Doar 42 de oameni din echipajul de 130 au fost salvați, inclusiv căpitanul Edmund Seaman. Având catargul principal doborât, Peregrine (30 tunuri) a luptat cu 2 oponenți, a respins abordajul de pe Susanna (28 tunuri) până să fie capturată de către Zwarte Arend (28 tunuri). Levant Merchant (28 tunuri) a forțat nava neerlandeză Madonna della Vigna (28 tunuri) să eșueze pe uscat la nord de intrarea în port, dar a fost apoi atacată și capturată de către Maagd van Enkhuyzen (34 tunuri). Leopard a fost apoi angajată și abordată de către Eendracht (40 tunuri). Toți oamenii în afară de 50 din 200 au fost uciși sau răniți înainte ca Appleton să capituleze, pretinzând că el a vrut să arunce nava în aer dar că a fost forțat de către echipaj să se predea. Dintre toate navele escadrei lui Appleton numai Mary (30 tunuri), care naviga mai rapid ca navele neerlandeze, a reușit să fugă printre navele inamice și să se alăture lui Badiley. 
Până să sosească escadra lui Badiley, bătălia se sfârșise. Badiley s-a retras după un schimb de foc fără tragere de inimă în care toate navele neerlandeze au deschis focul. Navele neerlandeze erau prea avariate pentru a îl urmări. Badiley s-a întors în Anglia cu restul navelor sale în timp ce Appleton a petrecut 2 luni ca prizonier al neerlandezilor până a fost eliberat cu condiția de a se întoarce acasă.

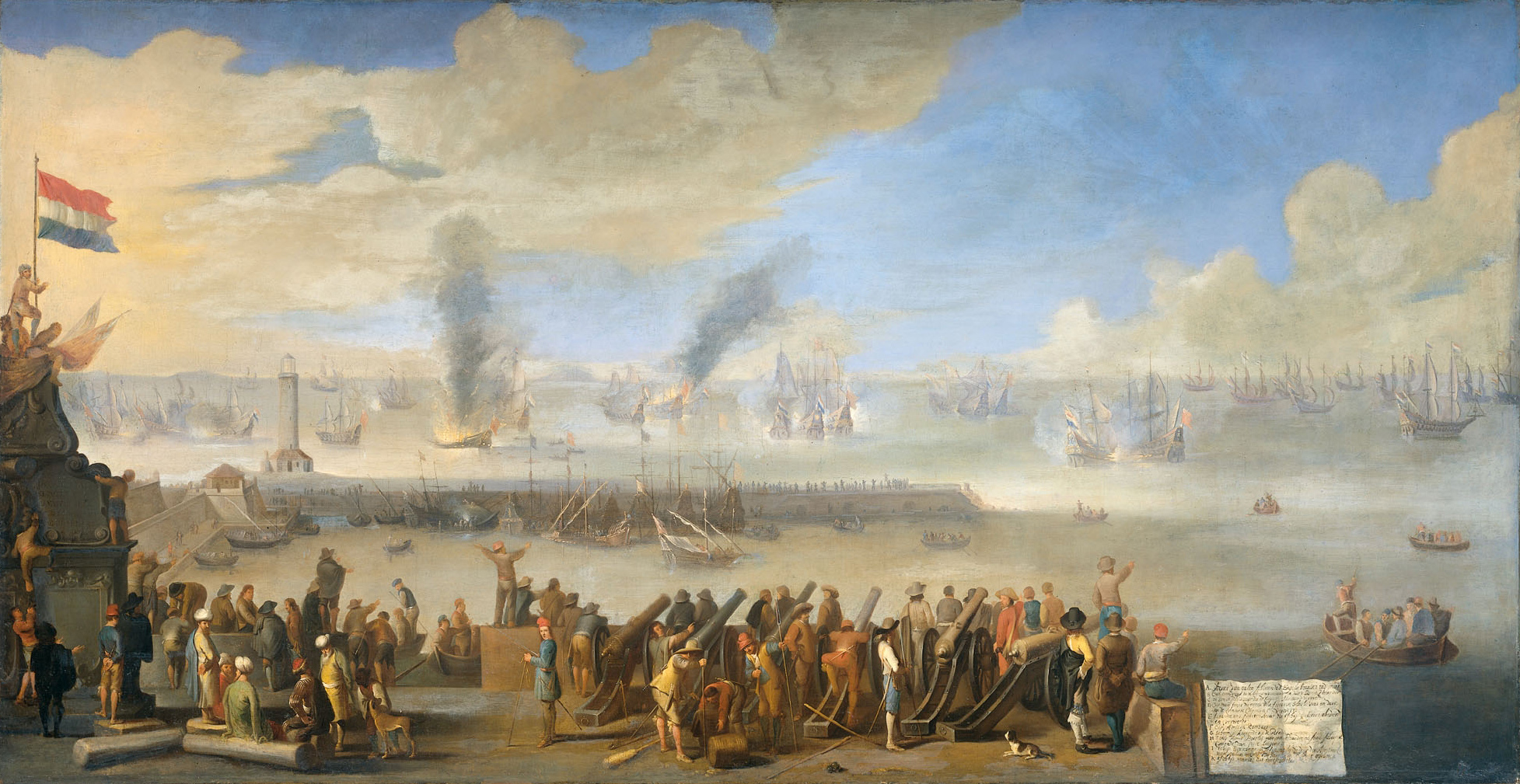
Bătălia de la Livorno, tablou de Johannes Lingelbach

## Urmările
Victoria a dat neerlandezilor controlul asupra Mării Mediterane, lăsând comerțul englez din Levant la mila lor, dar Van Galen a fost rănit mortal și a murit la 23 martie. În ciuda îngrijirilor primite în casa ambasadorului neerlandez din Livorno, Peter van der Straaten, starea sa de sănătate s-a agravat și a dezvoltat septicemie. El și-a adunat căpitanii pe patul de moarte și le-a spus că tot ce a vrut a fost să lupte pentru ca îndrăgita sa patrie să triumfe îndreptățit, căci fără îndoială Măritul Dumnezeu va opri războiul națiunilor maritime. Deoarece victoriile adevărate au fost foarte puține în Primul Război Anglo-neerlandez, lui Van Galen i s-a ridicat un mausoleu falnic demn de un erou în biserica Nieuwe Kerk din Amsterdam.

## Flota neerlandeză
16 nave de război cu 522 tunuri și 1.845 oameni 
| Escadra neerlandeză (Johan van Galen) | Escadra neerlandeză (Johan van Galen) | Escadra neerlandeză (Johan van Galen) | Escadra neerlandeză (Johan van Galen) | Escadra neerlandeză (Johan van Galen)                                     |
| ------------------------------------- | ------------------------------------- | ------------------------------------- | ------------------------------------- | ------------------------------------------------------------------------- |
| Amiralitate                           | Navă                                  | Tunuri                                | Echipaj                               | Căpitan                                                                   |
| Amsterdam                             | Vereenigde Provinciën                 | 40                                    | 140                                   | Comandorul Johan van Galen (1604-1653) – rănit mortal (moare după 9 zile) |
| Zeeland                               | Eendracht                             | 40                                    | 140                                   | Jakob de Boer                                                             |
| Amsterdam                             | Maan                                  | 40                                    | 140                                   | Cornelis Tromp                                                            |
| Amsterdam                             | Ter Goes                              | 40                                    | 130                                   | Jan Richewijn                                                             |
| Amsterdam                             | Zon                                   | 40                                    | 140                                   | Pieter van Zalingen                                                       |
| Amsterdam                             | Zutphen                               | 36                                    | 130                                   | Jan Uyttenhout                                                            |
| Amsterdam                             | Maagd van Enkhuyzen                   | 34                                    | 110                                   | Jan Roetering                                                             |
| Noorderkwartier                       | Jonge Prins                           | 28                                    | 115                                   | Cornelis Barentsz Slordt                                                  |
| Amsterdam                             | Julius Caesar (sau Venetia)           | 28                                    | 100                                   | jacob Janszoon Roocher (navă comercială armată)                           |
| Amsterdam                             | Witte Olifant                         | 28                                    | 100                                   | Sijbrant Janssen Mol (navă comercială armată)                             |
| Amsterdam                             | Madonna della Vigna                   | 28                                    | 100                                   | Herman Sonne (navă comercială armată) – eșuată la nord de Livorno         |
| Amsterdam                             | Susanna                               | 28                                    | 100                                   | Daniel Janssen de Vries (navă comercială armată)                          |
| Amsterdam                             | Zwarte Arend                          | 28                                    | 100                                   | Pieter Janszoon Bonteboer (navă comercială armată)                        |
| Amsterdam                             | Salomons Ordeel                       | 28                                    | 100                                   | Meijndert Theunissen Oosterwout (navă comercială armată)                  |
| Amsterdam                             | Rode Haas                             | 28                                    | 100                                   | Adriaan Rodenhaes (navă comercială armată)                                |
| Amsterdam                             | Ster                                  | 28                                    | 100                                   | hendrik Govertszoon (navă comercială armată)                              |

## Flota engleză
14 nave de război cu 496 tunuri și 1.420 oameni 
| Escadra lui Appleton | Escadra lui Appleton | Escadra lui Appleton | Escadra lui Appleton | Escadra lui Appleton                                                      |
| -------------------- | -------------------- | -------------------- | -------------------- | ------------------------------------------------------------------------- |
| Rang                 | Navă                 | Tunuri               | Echipaj              | Căpitan                                                                   |
| 2                    | Leopard              | 48                   | 200                  | Comodor Henry Appleton (?-1657) – capturată de Eendracht                  |
| 3                    | Bonaventure          | 44                   | 150                  | Stephen Lyne – aruncată în aer de Zeven Provinciën                        |
| 4                    | Samson               | 40                   | 90                   | Edmund Seaman (navă comercială armată) – arsă                             |
| 4                    | Mary                 | 30                   | 70                   | Benjamin Fisher (navă comercială armată)                                  |
| 4                    | Peregrine            | 30                   | 70                   | John Wood (navă comercială armată) – capturată de Zwarte Arend            |
| 4                    | Levant Merchant      | 28                   | 60                   | Stephen Marsh (navă comercială armată) – capturată de Maagd van Enkhuizen |
| Escadra lui Badiley  |                      |                      |                      |                                                                           |
| Rang                 | Navă                 | Tunuri               | Echipaj              | Căpitan                                                                   |
| 2                    | Paragon              | 52                   | 220                  | Comodor Richard Badiley (1616-1657)                                       |
| 4                    | Phoenix              | 36                   | 100                  | Owen Cox                                                                  |
| 4                    | Elizabeth            | 36                   | 100                  | Jonas Reeves                                                              |
| 4                    | Constant Warwick     | 32                   | 90                   | Upshott                                                                   |
| 4                    | Lewis                | 30                   | 70                   | William Elle (navă comercială armată)                                     |
| 4                    | William & Thomas     | 30                   | 70                   | John Godolphin (navă comercială armată)                                   |
| 4                    | Mary Rose            | 32                   | 70                   | John Turtley (navă comercială armată)                                     |
| 5                    | Thomas Bonaventure   | 28                   | 60                   | Peter Wything (navă comercială armată)                                    |
|                      | Charity              | ?                    | ?                    | (navă incendiară)                                                         |